# Bremer Friedenspreis

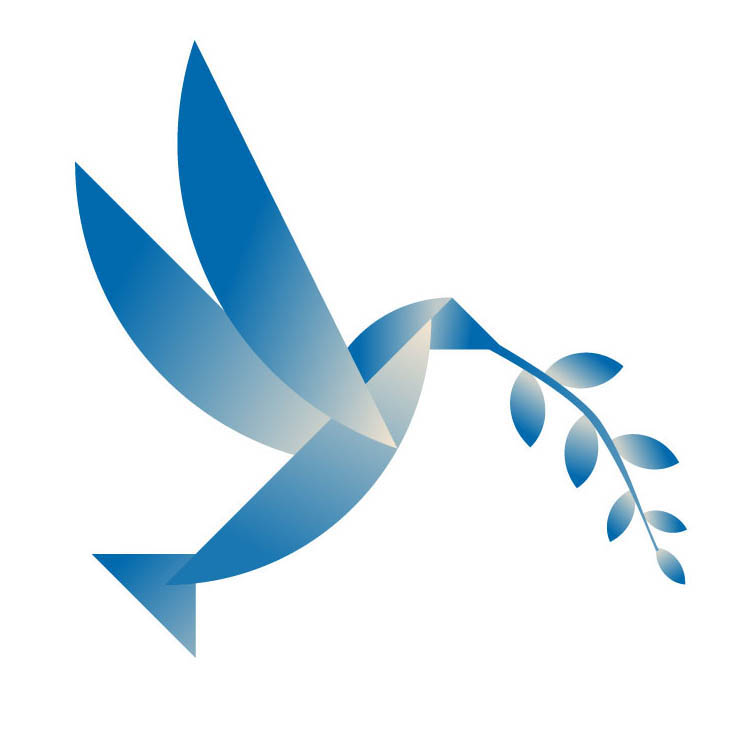
Symbol des Bremer Friedenspreises

Der internationale Bremer Friedenspreis „Schwellen überschreiten – Teufelskreise durchbrechen“ der Stiftung die schwelle wird seit 2003 in zweijährlichem Turnus verliehen (nicht zu verwechseln mit dem Kultur- und Friedenspreis der Villa Ichon).
die schwelle wurde von dem Bremer Unternehmerehepaar Ruth-Christa und Dirk Heinrichs gegründet.
Der Preis wird an Personen, Initiativen und Projekte verliehen, die sich durch Beiträge in den Bereichen Versöhnung, Menschenrechte, Überwindung des Rassismus, soziale Gerechtigkeit, Bewahrung der Schöpfung, interkulturelle oder interreligiöse Verständigung auszeichnen. Die Auswahl wird durch die Stiftung die schwelle in Bremen getroffen.
Der Preis wird in folgenden drei Kategorien verliehen:
- Unbekannte/r Friedensarbeiter/in
- Beispielhafte Initiativen, die sich besonders um Gerechtigkeit, Frieden und die Bewahrung der Schöpfung verdient gemacht haben
- Einzelpersonen, die als Personen des öffentlichen Lebens (Journalisten, Politiker, Wissenschaftler u. a.) die öffentliche Diskussion im Sinne von Gerechtigkeit, Frieden und Bewahrung der Schöpfung herausragend gefördert haben.

Jede Kategorie ist mit 5.000 Euro dotiert.
Schirmherr des Friedenspreises war bis 2011 Bremens Alt-Bürgermeister Hans Koschnick, seit 2013 ist Bremens Bürgermeisterin Karoline Linnert Schirmfrau des Bremer Friedenspreises.

## Preisträger

### 2024
- Kategorie Wegweisende Friedensarbeit: Sozialpädagogin Maria Biedrawa für ihre 20-jährige Friedensarbeit mit Menschen auf dem afrikanischen Kontinent.[6]
- Kategorie Spenderpreis: Organisation Connection e. V., die sich seit 1993 international für ein umfassendes Recht auf Kriegsdienstverweigerung einsetzt und Männer und Frauen unterstützt, die aufgrund ihrer Kriegsdienstverweigerung verfolgt werden.[6]

### 2021
- Spenderpreis: Initiative Lesvos Solidarity aus Griechenland, die auf Lesbos humanitäre Hilfe für Geflüchtete leistet
- Friedensarbeit an der Basis: Jacqueline Flory für Geflüchtetenhilfe im Libanon
- Friedensbotschafter im öffentlichen Leben: Clemens Ronnefeldt für Medienarbeit und Bildungsarbeit rund um Frieden[7]

### 2019
- Olga Karatch aus Belarus wurde als Friedensarbeiterin an der Basis ausgezeichnet, da sie Gründung eines Bürgerrechtsnetzwerks ist, das sich dafür einsetzt, Politiker zur Verantwortung zu ziehen.
- Als ermutigende Initiative wurde Women Wage Peace aus Israel ausgezeichnet, die sich für einen Friedensschluss im Konflikt zwischen Israel und den Palästinensern einsetzt. Eine ihrer Gründerinnen, Vivian Silver, wurde im Kibbuz Be’eri, ihrem Lebensort, am 7. Oktober 2023 beim Terrorangriff der Hamas auf Israel von Hamas-Mitgliedern ermordet.[8]
- Vilma Nuñez de Escorsia ist als Friedensbotschafterin im öffentlichen Leben ausgezeichnet worden, da sie sich seit vielen Jahren für die Durchsetzung von Menschenrechten in Nicaragua einsetzt.[9]

### 2017
- Junor Nzita aus dem Kongo, der sich als ehrenamtlicher UN-Botschafter gegen den Einsatz von Kindersoldaten engagiert.
- Als ermutigende Initiative wurde das sizilianische Netzwerk Addiopizzo ausgezeichnet, dass sich gegen Schutzgelderpressungen durch die Italienische Mafia wehrt.
- Für ihr öffentliches Wirken wurde Pauline Tangiora aus Neuseeland ausgezeichnet, die sich für Umweltschutz und Frieden einsetzt.[10]

### 2015
- Preis für die/den Unbekannte/n Friedensarbeiter/in: Farah Abdullahi Abdi, somalischer Blogger, der als Jugendlicher aus seiner Heimat flüchtete, da ihm dort aufgrund seiner Homosexualität strafrechtliche Verfolgung drohte. Jetzt lebt er in Malta und tritt er für die Rechte von Flüchtlingen ein.
- Preis für beispielhafte Initiativen: Adopt a Revolution, die trotz Kriegsterror und IS-Angriffen zivilgesellschaftliches Engagement in Syrien unterstützen.
- Preis für öffentliches Wirken für Gerechtigkeit, Frieden und Bewahrung der Schöpfung: Die irische Mediatorin Mary Montague, die jahrzehntelang im Nordirlandkonflikt und in anderen Konfliktregion weltweit vermittelte.[11]

### 2013

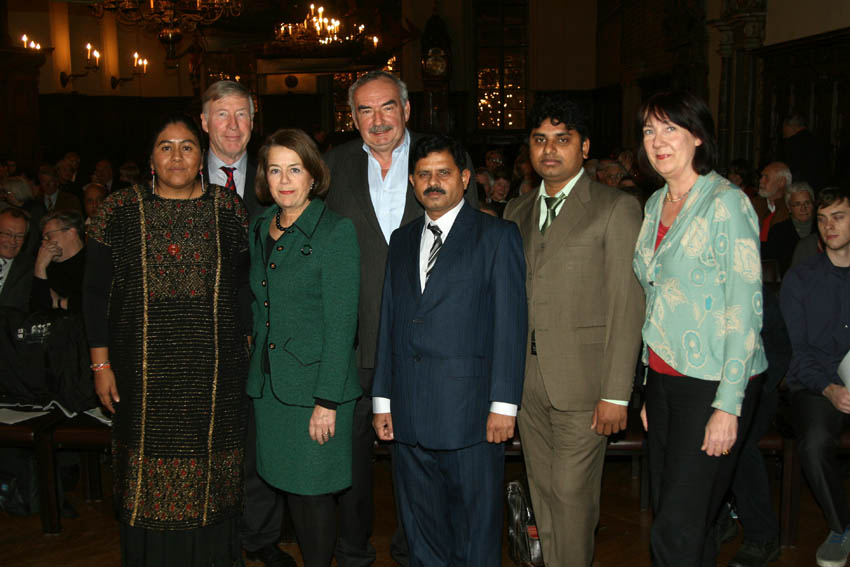
Natalia Sarapura. Andreas und Anna von Bernstoff, Reinhard Jung (Stiftung die schwelle), Anjum Mattu und Imran Anjum (Insan Dost), Karoline Linnert (Bremens Bürgermeisterin und Schirmfrau des Friedenspreises) v. l. n. r.

- Preis für die/den Unbekannte/n Friedensarbeiter/in: Natalia Sarapura, Kolla Indigene aus Argentinien, für Menschenrechte und kulturstärkende Ausbildung der indigenen Bevölkerung.
- Preis für beispielhafte Initiativen: Insan Dost Association für ihren Kampf gegen Schuldknechtschaft und für Menschenrechte in Pakistan.[5]
- Preis für öffentliches Wirken für Gerechtigkeit, Frieden und Bewahrung der Schöpfung: Andreas und Anna von Bernstoff für ihren Einsatz gegen Atomkraft und gegen das geplante Atommülllager Gorleben.[1]

### 2011

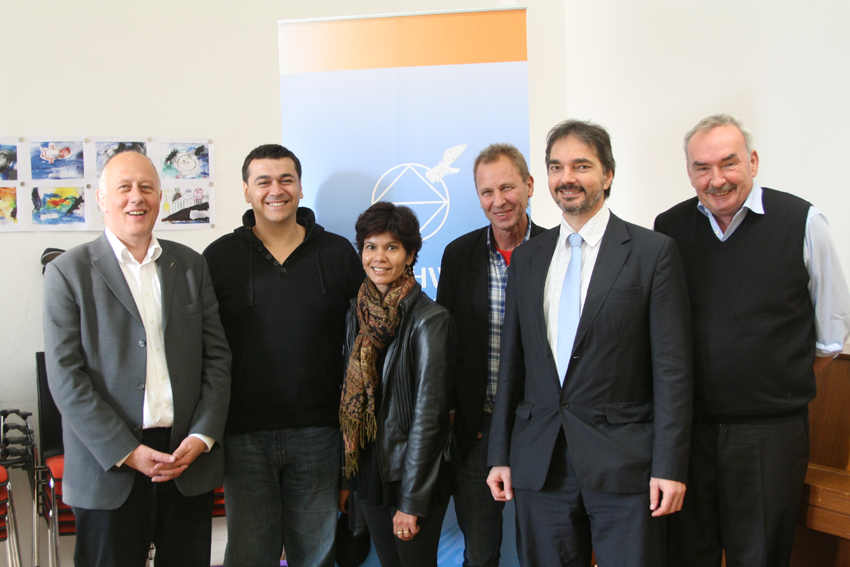
Franz Jentschke (Direktor der Gesamtschule Ost), Vahidin Omanovic, Shreen Abdul Saroor, Joachim Barloschky (Quartiersmanager Tenever), Albert Schmitt (Deutschen Kammerphilharmonie), Reinhard Jung (Stiftung die schwelle) (v. l. n. r.)

- Preis für die/den Unbekannte/n Friedensarbeiter/in: Vahidin Omanović für Versöhnungsarbeit und Friedensförderung in Bosnien-Herzegowina.
- Preis für beispielhafte Initiativen: Du hast immer eine Wahl Stadtteilprojekt in Osterholz (Bremen). Die Deutsche Kammerphilharmonie Bremen, die Gesamtschule Bremen-Ost und viele Bewohner und Initiativen im benachteiligten internationalen Bremer Stadtteil Osterholz-Tenever erhielten den Preis für ihr Engagement das (auch) in musikalische Großprojekte mündet.
- Preis für öffentliches Wirken für Gerechtigkeit, Frieden und Bewahrung der Schöpfung: Shreen Abdul Saroor für Versöhnung und Frauenrechte in Sri Lanka.

### 2009
- Preis für die/den Unbekannte/n Friedensarbeiter/in: Susan Gilbey für ihren Einsatz für Flüchtlinge und Aborigines in Australien.
- Preis für beispielhafte Initiativen: Animus und Pulse Foundation für ihr Engagement gegen Zwangsprostitution und Frauenhandel in Bulgarien.
- Preis für öffentliches Wirken für Gerechtigkeit, Frieden und Bewahrung der Schöpfung: Bischof Rubin Phillip für Gerechtigkeit in Südafrika, von Aids-Aufklärung über Flüchtlingshilfe bis Engagement gegen Waffenlieferung.

### 2007
- Preis für die/den Unbekannte/n Friedensarbeiter/in: Bassam Aramin, Palästina, für seine Versöhnungsarbeit im Nahen Osten.
- Preis für beispielhafte Initiativen: Die kolumbianische Organisation Conciudadanía (Bürgerrecht für alle). Weitere 25 Initiativen erhielten einen Preis für Best practice, z. B. die Christlich-Islamische Arbeitsgemeinschaft Marl.
- Preis für öffentliches Wirken für Gerechtigkeit, Frieden und Bewahrung der Schöpfung: Wolfgang Kessler, Wirtschafts- und Sozialwissenschaftler, Publizist und Chefredakteur der Zeitschrift Publik-Forum. Seit über 20 Jahren bezieht er in Vorträgen und Büchern, wie z. B. Geld und Gewissen (als Co-Autor) oder 2004 in Weltbeben – Auswege aus der Globalisierungsfalle Stellung für eine gerechtere Wirtschaftsordnung, die dem Menschen dient – und nicht umgekehrt.[12]

### 2005

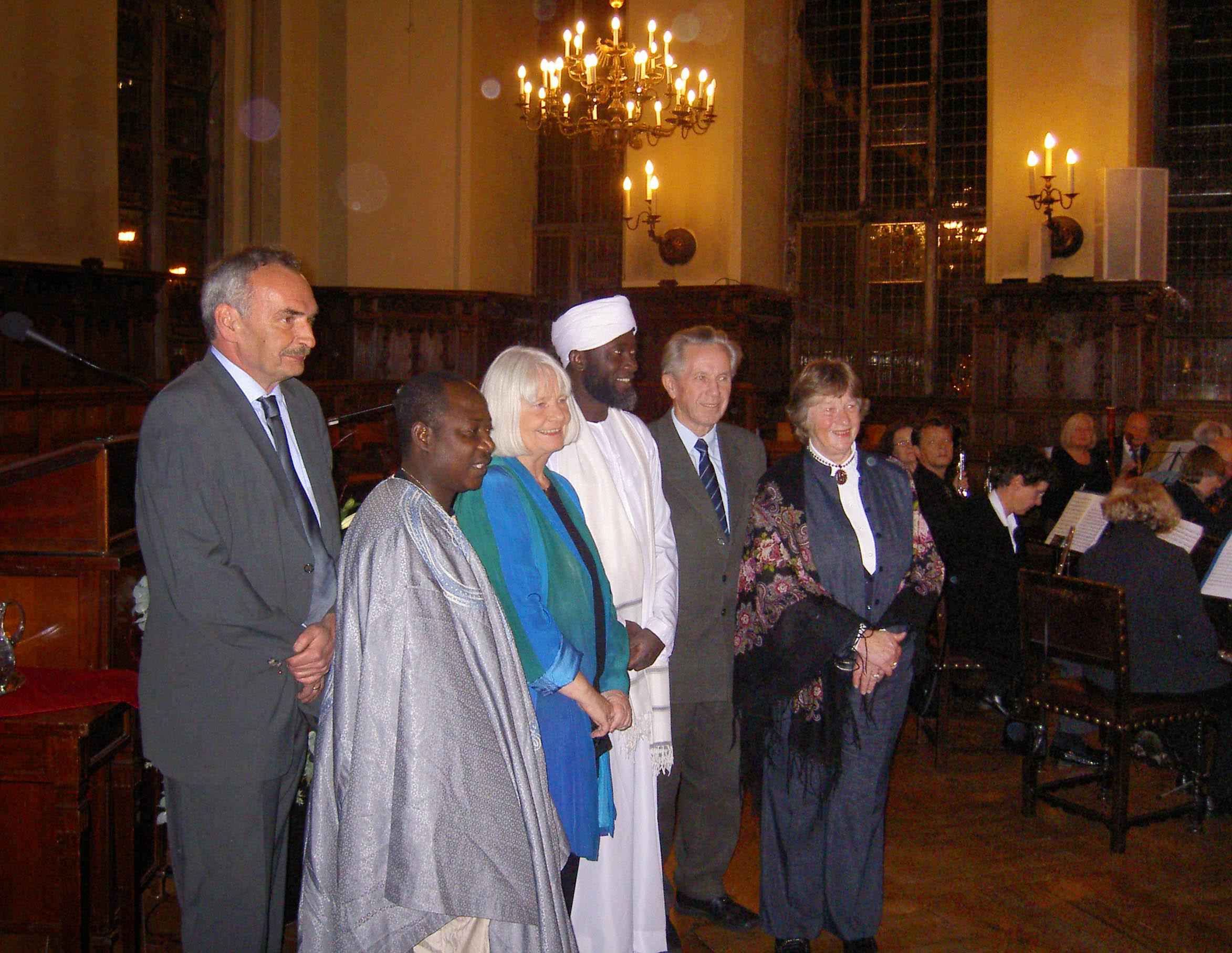
Reinhard Jung (Vorsitzender der Stiftung die schwelle), Pastor James Wuye, Barbara Gladysch, Imam Muhammad Ashafa, Wassilij Nesterenko, Roswitha Jarman (v. l. n. r.)

- Preis für die/den „Unbekannte/n Friedensarbeiter/in“: Die britische Quäkerin Roswitha Jarman und die Deutsche Barbara Gladysch für ihren Einsatz für traumatisierte Kinder aus Tschetschenien
- Preis für beispielhafte Initiativen: Das Interfaith Mediation Center in Kaduna, Nigeria. Der Imam Muhammad Ashafa und der Pastor James Wuye, früher Todfeinde, engagieren sich für die Versöhnung zwischen Muslimen und Christen[13]
- Der Atomphysiker Wassilij Nesterenko aus Minsk, der die belarussische Bevölkerung, bei starker politischer Repression, über die Gefahren der Folgen der Katastrophe von Tschernobyl aufklärte

### 2003
- Preis für die/den „Unbekannte/n Friedensarbeiter/in“: Weronika Sakowska (Flüchtlingshilfe in Ruanda)
- Preis für beispielhafte Initiativen: Parents Circle (Versöhnungsarbeit im Nahen Osten)
- Preis für öffentliches Wirken für Gerechtigkeit, Frieden und Bewahrung der Schöpfung: Hans-Christof von Sponeck (Widerstand gegen den Irakkrieg)

## Bewerbungs- und Auswahlverfahren
Alle zwei Jahre wird Mitte November das internationale Auswahlverfahren eröffnet. Jede und jeder ist berechtigt eine Bewerbung an die Stiftung die schwelle einzureichen. Die Bewerbungsfrist endet am 31. Januar. Das Kuratorium der Stiftung wählt aus den Bewerbungen 13 Personen und Organisationen für die Shortlist aus, die veröffentlicht wird. Daraus werden die drei Preisträger erwählt. Die Preisträger werden im September veröffentlicht, der Preis wird im November im Bremer Rathaus öffentlich verliehen.